# 고프 지도

고프 지도 (Gough Map), 혹은 소장처의 이름을 따서 보들리 지도 (Bodleian Map)는 그레이트브리튼섬을 묘사한 중세 후기의 지도이다. 정확한 제작 연대와 제작자는 불명이다. 1774년 유물수집가 토머스 마틴 오브 펄그레이브의 저택에서 리처드 고프가 처음 입수하였으며, 지도의 명칭도 그의 이름에서 따왔다.  1809년 보들리 도서관에 기증된 이래 여러 사본이 만들어졌으며,  현재 퀸스 대학교 벨파스트에서 온라인 버전으로 서비스 중이다. 지도의 방위는 서쪽으로 뉘여 있는 상태로 서쪽이 북쪽, 동쪽이 남쪽이다. 지도의 크기는 115cm x 56cm에 달한다.

## 연대
지도의 제작연대가 명확하게 밝혀진 적은 없다. 맨 처음에 소장하고 있던 토머스 마틴은 지도의 연대가 에드워드 3세 시기로 거슬러 올라가는 것으로 알고 있었던 반면, 19세기 학계에서는 그보다 좀 더 오래 전으로 올라가 에드워드 1세 재위기였던 1300년경 제작설이 제기되었다. 이후 지도에 드러난 지명과 범위의 역사적 변화를 근거로, 지도의 제작 시기가 1355년~1366년경인 것으로 여겨졌다. 본 지도에서 발견되는 가장 오래된 지물은 1355년에 처음 지어진 코번트리 마을 성벽이고, 반대로 지도에 셰피로 표시된 마을이 퀸스보로로 바뀐 것이 1366년이므로 그 이전에 제작된 것으로 추정되었다.
가장 최근 연구에서는 손글씨와 양식에서 드러나는 증거로 보건대 제작연대가 그보다 뒤일 것이라는 설이 제기되고 있다. 지도의 제작시기가 15세기 초임이 틀림없다는 결론을 내린 연구가 있는가 하면, 다른 연구에서는 1370년대설을 내세우면서도 가능한 추정 연대는 1430년경까지 넓게 잡고 있다.
한편 고프 지도에서 담고 있는 지리정보는 이미 옛 지도의 것을 따온 것이며, 여러 비슷한 사본 중 하나에 불과하다는 설도 널리 받아들여지고 있다. 특히, 지도의 일부 정보는 에드워드 1세의 관심사가 반영되었다는 추론에 따라, 원본 지도의 연대를 1280년경으로 비정하는 설도 있다.

## 원작자
지도의 원작자 역시 불명으로 남아 있다. 지도 속에 담긴 수많은 정보는 에드워드 1세의 웨일스와 스코틀랜드 원정에 함께했던, 영국 전역을 여행한 경험이 있는 인물로부터 습득한 것으로 추정된다. 이는 지도 속에서 가장 정확하게 묘사된 지역이 에드워드 1세의 군대가 주둔한 지역과 일치하는 부분이 많다는 점에서 착안한다.
그레이트브리튼섬 전체를 다루고 있으면서도 잉글랜드 사우스요크셔와 링컨셔 지방을 가장 정확하게 담고 있어 원작자가 이 지역 출신일 수 있음을 시사하고 있다. 그러나 여러 사람들의 지리 지식을 종합하여 지도를 구성했을 가능성도 있다. 예컨대 옥스퍼드셔 지방의 정확도는 머턴 칼리지의 학생이었던 윌리엄 레드가 1340년 옥스퍼드의 지리 좌표를 성공적으로 계산했던 사실로 설명될 수 있다.

## 지형과 정확도

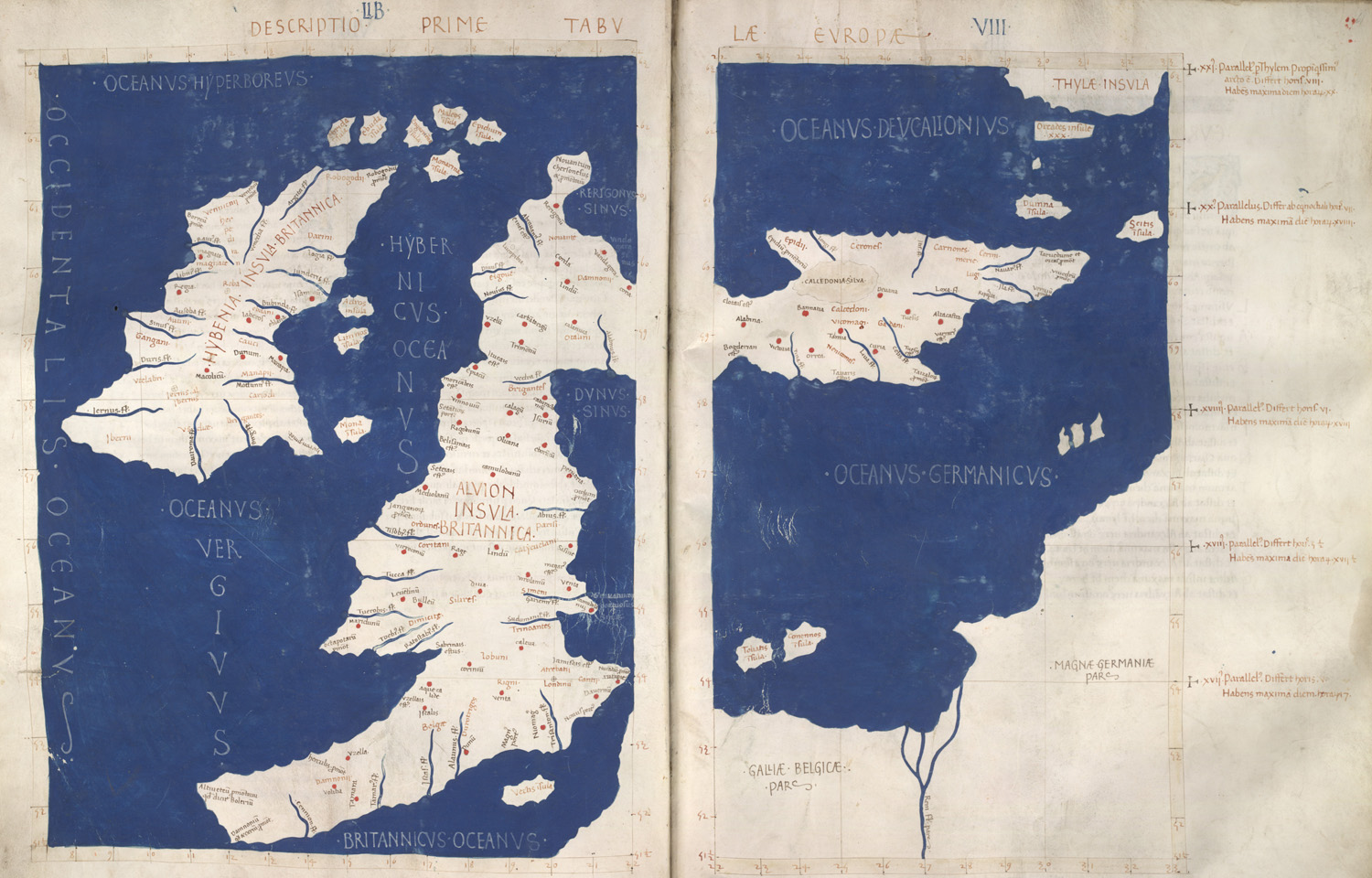
프톨레마이오스의 2세기 지도를 기반으로 한 15세기 영국 지도. 고프 지도보다 후대의 것이다.

이전까지는 기독교적 세계관에 기반한 지도 (TO 지도)가 지배적이었으나 고프 지도는 그 전통을 끊고 지리를 정확하게 묘사하고자 했다는 점에서 중요한 지도로 평가받는다. 유럽 대륙에서는 포이팅거 지도 정도에서나 볼 수 있는 각종 육로와 거리 표시는 중세 영국 지도에서 유래를 찾아볼 수 없다. 또 프톨레마이오스의 지리학처럼 이전에 알려진 지도와 비교할 때. 당시 독립국이었던 스코틀랜드 왕국에 대한 묘사는 매우 빈약하지만, 잉글랜드와 웨일스 연안의 세부 묘사는 크게 향상된 모습이다. 도시의 경우에도 금색 글자로 표기된 런던과 요크를 비롯하여 외 주요 마을이 자세히 설명되어 있는 등 세부적인 묘사가 돋보인다.
시대를 초월한 정확도로 고평가받지만 여러 가지 오류가 담겨 있다. 특히 앵글시섬이나 윈더미어호 등의 섬과 호수는 너무 크게 그려져 있고, 강의 경우 동일한 굵기의 선이 아니라 전략적 중요도를 강조하여 차등 표시하고 있다. 더럼의 반도처럼 잘 알려진 지역이지만 지리적으로는 작은 지형도 지나치게 눈에 띄게 표시했다. 여기에 브루투스가 데본에 상륙했다는 신화를 실제 설명처럼 적어놓는 등, 신화에 대한 수많은 설명이 지리 정보인양 들어가 있다. 그럼에도 불구하고 고프 지도는 16세기 이전 영국에서 가장 정확한 지도로 평가받는다.

### 붉은 선
고프 지도에서 주목할 만한 특징으로, 잉글랜드와 웨일스 일대 부분을 살펴보면 각 마을 사이에 얇은 붉은색 노선망이 그려져 있다. 각각의 선은 로마 숫자로 거리 (단위는 불명)가 표기되어 있으나, 그렇지 않은 선도 몇몇 있다. 리처드 고프는 이러한 붉은 선을 '도로'라고 처음 설명했으며, 19세기와 20세기에 걸쳐 도로를 표시한 것이라는 인식이 계속됐다. 오늘날에도 '영국의 도로망 지도'로 자주 언급된다. 그러나 최근 학계에서는 선 굵기가 변화한다는 점에 주목해, 실제 도로가 아닌 일종의 경로로 보거나 거리를 뚜렷히 나타낸 것으로 본다.
이러한 붉은 선에 대해 학계의 난관도 컸는데, 몇몇 지역은 또 선이 빠져 있는 모습이 관찰되는 이유를 설명하지 못해서였다. 예컨대 런던에서는 남쪽이나 동쪽으로 향하는 경로가 없으며, 와틀링가의 많은 부분이 생략된 것이다. 특정 경로만 담긴 이유에 대해 지도 주인의 행보나 관심사를 반영했을 가능성이 있다는 설, 편집자가 기존 여정에서 거리를 기록해둔 경로들만 골라 표시했다는 설이 제기되었다. 여하튼 붉은색 노선망이 지도 전체를 커버하는 것도 아니고, 주요 경로를 모두 보여주는 것도 아니기 때문에, 통상적인 '도로망 지도'처럼 길찾기용으로 쓸 수는 없다고 설명된다.

## 최근 연구
2012년 여러 학과에 걸친 조사단이 소집되어 고프 지도를 새로 분석하였다. 조사단의 목표는 고해상도 스캔과 스펙트럼 이미징 기술의 도움을 받아, 기존의 모순된 문헌을 재검증하는 것이었다. 조사단은 2015년 보들리 도서관에서 진행된 심포지엄에서 연구 결과를 보고했으며, 최종 연구 결과를 2017년에 발행하였다. 이를 통해 지금까지 지도에 대해 알려져 있었던 많은 사실들을 판별하게 되었다. 새롭게 제기된 대표적인 학설로는, 현존하는 지도의 제작이 단일 지도로서 한차례에 이뤄진 게 아니라 3대에 걸쳐 지리정보를 축적하면서 이뤄졌다고 본 것이다. 제1대 (1390년~1410년)는 브리튼섬 전역을, 제2대 (1400년~1425년)는 하드리아누스 방벽 이남의 잉글랜드와 웨일스 일대를, 제3대 (1475년~1500년)는 잉글랜드 남동부와 중남부에 국한된 정보를 다룬 것이다. 특히 제2대와 제3대는 기존의 지도를 체계적으로 다시 새겨, 색상과 기타 세부 사항을 추가하고 지명을 바꿨다는 점에서 차별화된다.

## 문화 속의 고프 지도
2008년 BBC 다큐멘터리 <In Search of Medieval Britain>에서는 앨릭스 보비가 고프 지도를 이용해 중세 영국으로 떠나는 여정에 나선다.
2011년 5월 유네스코 세계기록유산으로 등재되었다.

## 참고 문헌
- Millea, Nick. The Gough Map: The Earliest Road Map of Great Britain? Bodleian Library, University of Oxford, 2007.ISBN 9781851240227